# Arcturus spinata
Arcturus spinata är en kräftdjursart som beskrevs av Menzies och William L. Kruczynski 1983. Arcturus spinata ingår i släktet Arcturus och familjen Arcturidae. Inga underarter finns listade i Catalogue of Life.